# يوجين روبرتس
يوجين روبرتس (بالإنجليزية: Eugene Roberts)‏ هو عالم أعصاب أمريكي، ولد في 19 يناير 1920، وتوفي في 8 نوفمبر 2016.